# Щерба, Александр Васильевич
Александр Васильевич Щерба (укр. Олександр Васильович Щерба; род. 22 июня 1970, Киев) — украинский дипломат. Чрезвычайный и полномочный посол Украины в ЮАР с 21 июля 2025 года. Чрезвычайный и полномочный посол Украины в Австрии (2014—2021). Чрезвычайный и полномочный посланник 1-го класса (2017), кандидат политических наук (2001).

## Биография
Родился 22 июня 1970 года в Киеве.
Окончил Киевский национальный университет имени Тараса Шевченко (магистр лингвистики), Киевский институт международных отношений (кандидат политических наук, тема диссертации — «Адаптация украинской дипломатической службы к требованиям современности в свете опыта стран Запада»).
С марта 1995 года — на дипломатической службе. В 1996—2000 годах — атташе, третий секретарь Посольства Украины в ФРГ (Бонн, Берлин). В 2000—2003 годах — первый секретарь, заместитель директора секретариата, спичрайтер министра иностранных дел Украины А. М. Зленко. Помогал в написании книги «Политика и дипломатия».
В 2004—2008 годах — советник Посольства Украины в Вашингтоне, отвечал за связи с Конгрессом США и еврейскими организациями.
В 2008—2009 годах работал в Департаменте ЕС МИД Украины.
С 2008 года — постоянный колумнист издания «Зеркало недели».
Во время предвыборной кампании 2009—2010 годов был советником кандидата в президенты А. П. Яценюка.
В 2010—2013 годах — посол по особым поручениям МИД Украины.
В 2013—2014 годах — советник первого вице-премьер-министра Украины С. Г. Арбузова.
С февраля по ноябрь 2014 года — вновь на должности посла по особым поручениям. Участвовал в информационной группе МИД.
С 17 ноября 2014 по 28 апреля 2021 года — чрезвычайный и полномочный посол Украины в Республике Австрия. 10 декабря 2014 года вручил верительные грамоты Федеральному президенту Австрии Хайнцу Фишеру.
С 21 июля 2025 года — чрезвычайный и полномочный посол Украины в Южно-Африканской Республике.
Женат, имеет двоих детей.
Свободно владеет украинским, русским, немецким и английским языками.